# Colonel de Basil
Vassili Grigorievitch Voskressenski, dit le colonel W. de Basil (Kaunas, 16 septembre 1888 - Paris ou Nice, 27 juillet 1951), est un directeur de ballet russe.
Ancien officier de l'armée impériale russe, prétendu général cosaque, il devient l'assistant, en 1925, du prince Zeretelli, qui organise les saisons parisiennes et londoniennes d'opéra russe.
Basil fonde, en 1932, les Ballets russes de Monte-Carlo avec René Blum, frère de l'homme d'État Léon Blum, et en reste seul directeur jusqu'à sa mort.
Après la rupture avec Blum, Basil rebaptise plusieurs fois sa compagnie, qui devient tour à tour les Ballets russes du colonel W. Basil (1935-1938), Covent Garden Russian Ballet (1938-1939) et Original Ballet Russe (1939-1948).
S'inspirant des Ballets russes de Serge de Diaghilev, sans posséder sa culture artistique ni son talent d'impresario, Basil est un administrateur et habile négociateur qui parvient à en perpétuer l'esprit et à convaincre les anciens émules des Ballets russes, comme Boris Kochno, David Lichine, Léonide Massine, Michel Fokine et George Balanchine, ainsi que les artistes Alexandre Benois, Christian Bérard, André Derain, Raoul Dufy, Nathalie Gontcharova et Giorgio De Chirico.
Orientant ses activités principalement en Grande-Bretagne et hors d'Europe, il a contribué à la diffusion de la danse classique européenne aux États-Unis.